# FIFAワールドカップにおける得点者
FIFAワールドカップにおける得点者（FIFAワールドカップにおけるとくてんしゃ）の項では、FIFAワールドカップにおける得点上位者および国別得点者一覧を表記する。

## 得点上位者
選手名の 太字 は、現役選手。

国籍は、最後に大会に出場した当時の国名を記載。

参加大会の 太字 は、その大会の優勝国。

参加大会の背景色がピンクの年は大会得点王、ブルーの年は招集されたが試合出場のない大会、同じくカーキの年は試合出場したが無得点だった大会を示す。
| 順 位 | 選手                               | 国籍             | 得点数 | 試合数 | 参加大会                     |
| ----- | ---------------------------------- | ---------------- | ------ | ------ | ---------------------------- |
| 1     | ミロスラフ・クローゼ               | ドイツ           | 16     | 24     | 2002、2006、2010、2014       |
| 2     | ロナウド                           | ブラジル         | 15     | 19     | 1994、1998、2002、2006       |
| 3     | ゲルト・ミュラー                   | 西ドイツ         | 14     | 13     | 1970、1974                   |
| 4     | ジュスト・フォンテーヌ             | フランス         | 13     | 6      | 1958                         |
| 4     | リオネル・メッシ                   | アルゼンチン     | 13     | 26     | 2006、2010、2014、2018、2022 |
| 6     | ペレ                               | ブラジル         | 12     | 14     | 1958、1962、1966、1970       |
| 6     | キリアン・エムバペ                 | フランス         | 12     | 14     | 2018、2022                   |
| 8     | シャーンドル・コチシュ             | ハンガリー       | 11     | 5      | 1954                         |
| 8     | ユルゲン・クリンスマン             | ドイツ           | 11     | 17     | 1990、1994、1998             |
| 10    | ヘルムート・ラーン                 | 西ドイツ         | 10     | 10     | 1954、1958                   |
| 10    | ゲーリー・リネカー                 | イングランド     | 10     | 12     | 1986、1990                   |
| 10    | ガブリエル・バティストゥータ       | アルゼンチン     | 10     | 12     | 1994、1998、2002             |
| 10    | テオフィロ・クビジャス             | ペルー           | 10     | 13     | 1970、1978、1982             |
| 10    | トーマス・ミュラー                 | ドイツ           | 10     | 19     | 2010、2014、2018、2022       |
| 10    | グジェゴシ・ラトー                 | ポーランド       | 10     | 20     | 1974、1978、1982             |
| 16    | エウゼビオ                         | ポルトガル       | 9      | 6      | 1966                         |
| 16    | クリスティアン・ヴィエリ           | イタリア         | 9      | 9      | 1998、2002                   |
| 16    | ババ                               | ブラジル         | 9      | 10     | 1958、1962                   |
| 16    | ダビド・ビジャ                     | スペイン         | 9      | 12     | 2006、2010、2014             |
| 16    | パオロ・ロッシ                     | イタリア         | 9      | 14     | 1978、1982、1986             |
| 16    | ジャイルジーニョ                   | ブラジル         | 9      | 16     | 1966、1970、1974             |
| 16    | ロベルト・バッジョ                 | イタリア         | 9      | 16     | 1990、1994、1998             |
| 16    | カール＝ハインツ・ルンメニゲ       | 西ドイツ         | 9      | 19     | 1978、1982、1986             |
| 16    | ウーヴェ・ゼーラー                 | 西ドイツ         | 9      | 21     | 1958、1962、1966、1970       |
| 25    | ギジェルモ・スタービレ             | アルゼンチン     | 8      | 4      | 1930                         |
| 25    | レオニダス・ダ・シルバ             | ブラジル         | 8      | 5      | 1934、1938                   |
| 25    | アデミール                         | ブラジル         | 8      | 6      | 1950                         |
| 25    | オスカル・ミゲス                   | ウルグアイ       | 8      | 7      | 1950、1954                   |
| 25    | ハリー・ケイン                     | イングランド     | 8      | 11     | 2018、2022                   |
| 25    | ネイマール                         | ブラジル         | 8      | 13     | 2014、2018、2022             |
| 25    | リバウド                           | ブラジル         | 8      | 14     | 1998、2002                   |
| 25    | ルディ・フェラー                   | ドイツ           | 8      | 15     | 1986、1990、1994             |
| 25    | ディエゴ・マラドーナ               | アルゼンチン     | 8      | 21     | 1982、1986、1990、1994       |
| 25    | クリスティアーノ・ロナウド         | ポルトガル       | 8      | 22     | 2006、2010、2014、2018、2022 |
| 35    | オルドリッヒ・ネイエドリー         | チェコスロバキア | 7      | 6      | 1934、1938                   |
| 35    | ティヒ・ラヨシュ                   | ハンガリー       | 7      | 8      | 1958、1962、1966             |
| 35    | カレッカ                           | ブラジル         | 7      | 9      | 1986、1990                   |
| 35    | ヨニー・レップ                     | オランダ         | 7      | 13     | 1974、1978                   |
| 35    | アンジェイ・シャルマッフ           | ポーランド       | 7      | 13     | 1974、1978、1982             |
| 35    | ハンス・シェーファー               | 西ドイツ         | 7      | 15     | 1954、1958、1962             |
| 35    | ルイス・スアレス                   | ウルグアイ       | 7      | 16     | 2010、2014、2018、2022       |
| 42    | ヨーゼフ・ヒューギ                 | スイス           | 6      | 3      | 1954                         |
| 42    | オレグ・サレンコ                   | ロシア           | 6      | 3      | 1994                         |
| 42    | シャーロシー・ジェルジ             | ハンガリー       | 6      | 5      | 1934、1938                   |
| 42    | マックス・モーロック               | 西ドイツ         | 6      | 5      | 1954                         |
| 42    | エーリッヒ・プロブスト             | オーストリア     | 6      | 5      | 1954                         |
| 42    | エネル・バレンシア                 | エクアドル       | 6      | 6      | 2014、2022                   |
| 42    | サルヴァトーレ・スキラッチ         | イタリア         | 6      | 7      | 1990                         |
| 42    | ダヴォール・シューケル             | クロアチア       | 6      | 8      | 1990、1998、2002             |
| 42    | ハメス・ロドリゲス                 | コロンビア       | 6      | 8      | 2014、2018                   |
| 42    | ヘルムート・ハーラー               | 西ドイツ         | 6      | 9      | 1962、1966、1970             |
| 42    | フリスト・ストイチコフ             | ブルガリア       | 6      | 10     | 1994、1998                   |
| 42    | ディエゴ・フォルラン               | ウルグアイ       | 6      | 10     | 2002、2010、2014             |
| 42    | アサモア・ギャン                   | ガーナ           | 6      | 11     | 2006、2010、2014             |
| 42    | デニス・ベルカンプ                 | オランダ         | 6      | 12     | 1994、1998                   |
| 42    | ロブ・レンセンブリンク             | オランダ         | 6      | 13     | 1974、1978                   |
| 42    | ロベルト・リベリーノ               | ブラジル         | 6      | 15     | 1970、1974、1978             |
| 42    | ベベット                           | ブラジル         | 6      | 15     | 1990、1994、1998             |
| 42    | アリエン・ロッベン                 | オランダ         | 6      | 15     | 2006、2010、2014             |
| 42    | ズビグニェフ・ボニエク             | ポーランド       | 6      | 16     | 1978、1982、1986             |
| 42    | ティエリ・アンリ                   | フランス         | 6      | 17     | 1998、2002、2006、2010       |
| 42    | ロビン・ファン・ペルシ             | オランダ         | 6      | 17     | 2006、2010、2014             |
| 42    | ヴェスレイ・スナイデル             | オランダ         | 6      | 17     | 2006、2010、2014             |
| 42    | イヴァン・ペリシッチ               | クロアチア       | 6      | 17     | 2014、2018、2022             |
| 42    | マリオ・ケンペス                   | アルゼンチン     | 6      | 18     | 1974、1978、1982             |
| 42    | ローター・マテウス                 | ドイツ           | 6      | 25     | 1982、1986、1990、1994、1998 |
| 67    | ペドロ・セア                       | ウルグアイ       | 5      | 4      | 1930                         |
| 67    | シルヴィオ・ピオラ                 | イタリア         | 5      | 4      | 1938                         |
| 67    | ジェンゲッレール・ジュラ           | ハンガリー       | 5      | 4      | 1938                         |
| 67    | ピーター・マクパーランド           | 北アイルランド   | 5      | 5      | 1958                         |
| 67    | トマーシュ・スクラビー             | チェコスロバキア | 5      | 5      | 1990                         |
| 67    | フアン・アルベルト・スキアフィーノ | ウルグアイ       | 5      | 6      | 1950、1954                   |
| 67    | ジェフ・ハースト                   | イングランド     | 5      | 6      | 1966、1970                   |
| 67    | ヨン・ダール・トマソン             | デンマーク       | 5      | 6      | 2002、2010                   |
| 67    | アレッサンドロ・アルトベッリ       | イタリア         | 5      | 7      | 1982、1986                   |
| 67    | ケネット・アンデション             | スウェーデン     | 5      | 7      | 1994                         |
| 67    | フェルナンド・モリエンテス         | スペイン         | 5      | 7      | 1998、2002                   |
| 67    | ロマーリオ                         | ブラジル         | 5      | 8      | 1990、1994                   |
| 67    | マルク・ヴィルモッツ               | ベルギー         | 5      | 8      | 1990、1994、1998、2002       |
| 67    | マリオ・マンジュキッチ             | クロアチア       | 5      | 8      | 2014、2018                   |
| 67    | ワレンチン・イワノフ               | ソビエト連邦     | 5      | 9      | 1958、1962                   |
| 67    | エミリオ・ブトラゲーニョ           | スペイン         | 5      | 9      | 1986、1990                   |
| 67    | ロジェ・ミラ                       | カメルーン       | 5      | 9      | 1982、1990、1994             |
| 67    | ティム・ケーヒル                   | オーストラリア   | 5      | 9      | 2006、2010、2014、2018       |
| 67    | ハンス・クランクル                 | オーストリア     | 5      | 10     | 1978、1982                   |
| 67    | ラウール                           | スペイン         | 5      | 11     | 1998、2002、2006             |
| 67    | ガリンシャ                         | ブラジル         | 5      | 12     | 1958、1962、1966             |
| 67    | ヨハン・ニースケンス               | オランダ         | 5      | 12     | 1974、1978                   |
| 67    | フェルナンド・イエロ               | スペイン         | 5      | 12     | 1990、1994、1998、2002       |
| 67    | ジネディーヌ・ジダン               | フランス         | 5      | 12     | 1998、2002、2006             |
| 67    | ランドン・ドノバン                 | アメリカ合衆国   | 5      | 12     | 2002、2006、2010             |
| 67    | ロメル・ルカク                     | ベルギー         | 5      | 12     | 2014、2018、2022             |
| 67    | ジェルダン・シャチリ               | スイス           | 5      | 12     | 2010、2014、2018、2022       |
| 67    | ヘンリク・ラーション               | スウェーデン     | 5      | 13     | 1994、2002、2006             |
| 67    | ミシェル・プラティニ               | フランス         | 5      | 14     | 1978、1982、1986             |
| 67    | ジーコ                             | ブラジル         | 5      | 14     | 1978、1982、1986             |
| 67    | ゴンサロ・イグアイン               | アルゼンチン     | 5      | 14     | 2010、2014、2018             |
| 67    | ルーカス・ポドルスキ               | ドイツ           | 5      | 15     | 2006、2010、2014             |
| 67    | エディンソン・カバーニ             | ウルグアイ       | 5      | 17     | 2010、2014、2018、2022       |
| 67    | フランツ・ベッケンバウアー         | 西ドイツ         | 5      | 18     | 1966、1970、1974             |
| 67    | オリヴィエ・ジルー                 | フランス         | 5      | 18     | 2014、2018、2022             |

## 国別一覧

### アイスランド
1得点
- アルフレズ・フィンボガソン
  - 2018年／GL アルゼンチン戦 23分
- ギルフィ・シグルズソン
  - 2018年／GL クロアチア戦 76分（PK）

### アイルランド
3得点
- ロビー・キーン
  - 2002年／GL ドイツ戦 92分+
  - 2002年／GL サウジアラビア戦 7分
  - 2002年／ラウンド16 スペイン戦 90分（PK）

1得点
- ケヴィン・シーディー
  - 1990年／GL イングランド戦 73分
- ナイアル・クイン
  - 1990年／GL オランダ戦 71分
- ジョン・オルドリッジ
  - 1994年／GL メキシコ戦 84分
- レイ・ホートン
  - 1994年／GL イタリア戦 11分
- ギャリー・ブリーン
  - 2002年／GL サウジアラビア戦 61分
- ダミアン・ダフ
  - 2002年／GL サウジアラビア戦 87分
- マット・ホランド
  - 2002年／GL カメルーン戦 52分

### アメリカ合衆国
5得点
- ランドン・ドノバン
  - 2002年／GL ポーランド戦 83分
  - 2002年／ラウンド16 メキシコ戦 65分
  - 2010年／GL スロベニア戦 48分
  - 2010年／GL アルジェリア戦 90+1分
  - 2010年／ラウンド16 ガーナ戦 62分（PK）

4得点
- バート・パテナウデ - FIFAワールドカップ初のハットトリック達成者
  - 1930年／GL ベルギー戦 88分
  - 1930年／GL パラグアイ戦 10分
  - 1930年／GL パラグアイ戦 15分
  - 1930年／GL パラグアイ戦 50分
- クリント・デンプシー
  - 2006年／GL ガーナ戦 43分
  - 2010年／GL イングランド戦 40分
  - 2014年／GL ガーナ戦 1分
  - 2014年／GL ポルトガル戦 81分

3得点
- ブライアン・マクブライド
  - 1998年／GL イラン戦 87分
  - 2002年／GL ポルトガル戦 36分
  - 2002年／ラウンド16 メキシコ戦 8分

1得点
- ジム・ブラウン（Jim Brown）
  - 1930年／準決勝 アルゼンチン戦 89分
- バート・マギー（Bart McGhee）
  - 1930年／GL ベルギー戦 23分
- トム・フロリエ（Tom Florie）
  - 1930年／GL ベルギー戦 45分
- アルド・ドネリ（Aldo Donelli）
  - 1934年／一回戦 イタリア戦 57分
- ジョー・マーカ（Joe Maca）
  - 1950年／GL チリ戦 48分
- ジノ・パリアニ（Gino Pariani）
  - 1950年／GL スペイン戦 17分
- フランク・ウォレス（Frank Wallace）
  - 1950年／GL チリ戦 47分
- ジョー・ガエトヘンス（Joe Gaetjens）
  - 1950年／GL イングランド戦 38分
- ポール・カリジューリ（Paul Caligiuri）
  - 1990年／GL チェコスロバキア戦 61分
- ブルース・マレー（Bruce Murray）
  - 1990年／GL オーストリア戦 85分
- アーニー・スチュワート（Earnie Stewart）
  - 1994年／GL コロンビア戦 52分
- エリック・ウィナルダ（Eric Wynalda）
  - 1994年／GL スイス戦 45分
- クリント・マティス（Clint Mathis）
  - 2002年／GL 韓国戦 24分
- ジョン・オブライエン（John O'Brien）
  - 2002年／GL ポルトガル戦 4分
- マイケル・ブラッドリー（Michael Bradley）
  - 2010年／GL スロベニア戦 82分
- ジョン・アンソニー・ブルックス（John Anthony Brooks Jr.）
  - 2014年／GL ガーナ戦 86分
- ジャーメイン・ジョーンズ（Jermaine Junior Jones）
  - 2014年／GL ポルトガル戦 64分
- ユリアン・グリーン（Julian Wesley Green）
  - 2014年／ラウンド16 ベルギー戦 107分
- ティモシー・ウェア
  - 2022年／GL ウェールズ戦 36分
- クリスチャン・プリシッチ
  - 2022年／GL イラン戦 38分
- ハジ・ライト
  - 2022年／ラウンド16 オランダ戦 76分

### アラブ首長国連邦
1得点
- カリード・イスマイル
  - 1990年／GL 西ドイツ戦 46分
- アリ・ターニ
  - 1990年／GL ユーゴスラビア戦 23分

### アルジェリア
2得点
- サラー・アサード
  - 1982年／GL チリ戦 7分、31分

1得点
- ラバー・マジェール
  - 1982年／GL 西ドイツ戦 54分
- ラフダル・ベルミ
  - 1982年／GL 西ドイツ戦 68分
- テジ・ベンサウラ
  - 1982年／GL チリ戦 35分
- ジャメル・ジダン
  - 1986年／GL 北アイルランド戦 59分

### アルゼンチン
13得点
- リオネル・メッシ
  - 2006 年／GL セルビア・モンテネグロ戦 88分
  - 2014年／GL ボスニア・ヘルツェゴビナ戦 65分
  - 2014年／GL イラン戦 90+1分
  - 2014年／GL ナイジェリア戦 3分
  - 2014年／GL ナイジェリア戦 45+1分
  - 2018年／GL ナイジェリア戦 14分
  - 2022年／GL サウジアラビア戦 10分
  - 2022年／GL メキシコ戦 64分
  - 2022年／ラウンド16 オーストラリア戦 35分
  - 2022年／準々決勝 オランダ戦 73分
  - 2022年／準決勝 クロアチア戦 34分
  - 2022年／決勝 フランス戦 23分
  - 2022年／決勝 フランス戦 109分

### アンゴラ
1得点
- フラヴィオ・アマド
  - 2006年／GL イラン戦 60分

### イスラエル
1得点
- モルデハイ・シュピーグラー
  - 1970年／GL スウェーデン戦 56分

### イタリア
9得点
- パオロ・ロッシ
- ロベルト・バッジョ
- クリスティアン・ヴィエリ

### イラク
1得点
- アーメド・ラディ
  - 1986年／GL ベルギー戦 59分

### イラン
2得点
- メフディ・タレミ
  - 2022年／GLイングランド戦 65分
  - 2022年／GLイングランド戦 90+13分

1得点
- イラジ・ダナエイファルド
  - 1978年／GLスコットランド戦 60分
- ハッサン・ロウシャン
  - 1978年／GLペルー戦 41分
- ハミド・エスティリ
  - 1998年／GLアメリカ戦 40分
- メフディ・マハダヴィキア
  - 1998年／GLアメリカ戦 84分
- ヤフヤ・ゴルモハマディー
  - 2006年／GLメキシコ戦 36分
- ソフラーブ・バフティヤーリザーデ
  - 2006年／GLアンゴラ戦 75分
- レザ・グーチャンネジャード
  - 2014年／GLボスニア・ヘルツェゴビナ戦 82分
- アジズ・ブハドゥズ
  - 2018年／GLモロッコ戦 90+5分
- カリム・アンサリファルド
  - 2018年／GLポルトガル戦 90+3分
- ルーズベ・チェシュミー
  - 2022年／GLウェールズ戦 90+8分
- ラーミーン・レザーイヤーン
  - 2022年／GLウェールズ戦 90+11分

### インドネシア
インドネシアは1938 FIFAワールドカップ(オランダ領インド時代)に出場したが得点者はなし。

### ウェールズ
2得点
- アイヴァー・オールチャーチ
  - 1958年／GL メキシコ戦 32分
  - 1958年／GLプレーオフ ハンガリー戦 55分

1得点
- ジョン・チャールズ
  - 1958年／GL ハンガリー戦 27分
- テリー・メドウィン
  - 1958年／GLプレーオフ ハンガリー戦 76分
- ガレス・ベイル
  - 2022年／GLアメリカ戦 82分

### ウクライナ
2得点
- アンドリー・シェフチェンコ
  - 2006年／GL サウジアラビア戦 46分
  - 2006年／GL チュニジア戦 70分 (PK)

1得点
- アンドリー・ルソル
  - 2006年／GL サウジアラビア戦 4分
- セルゲイ・レブロフ
  - 2006年／GL サウジアラビア戦 36分
- マクシム・カリニチェンコ
  - 2006年／GL サウジアラビア戦 84分 (PK)

### エクアドル
6得点
- エネル・バレンシア
  - 2014年／GL スイス戦 22分
  - 2014年／GL ホンジュラス戦 34分
  - 2014年／GL ホンジュラス戦 65分
  - 2022年／GL カタール戦 16分
  - 2022年／GL カタール戦 31分
  - 2022年／GL オランダ戦 49分

3得点
- アグスティン・デルガド
  - 2002年／GL メキシコ戦 5分
  - 2006年／GL ポーランド戦 80分
  - 2006年／GL コスタリカ戦 54分

2得点
- カルロス・テノリオ
  - 2006年／GL ポーランド戦 24分
  - 2006年／GL コスタリカ戦 8分

1得点
- エディソン・メンデス
  - 2002年／GL クロアチア戦 48分
- イバン・カビエデス
  - 2006年／GL コスタリカ戦 90+2分
- モイセス・カイセド
  - 2022年／GL セネガル戦 67分

### エジプト
2得点
- アブデル・ファウジ
  - 1934年／ハンガリー戦 26分
  - 1934年／ハンガリー戦 42分
- モハメド・サラー
  - 2018年／GLロシア戦 73分
  - 2018年／GLサウジアラビア戦 22分

1得点
- マグディ・アブドゥルバニ
  - 1990年／GLオランダ戦 82分

### エルサルバドル
1得点
- ルイス・ラミレス・サパタ
  - 1982年／ハンガリー戦 64分

### オーストラリア
5得点
- ティム・ケーヒル
  - 2006年／GL 日本戦 84分、
  - 2006年／GL 日本戦 89分
  - 2010年／GL セルビア戦 69分
  - 2014年／GL チリ戦 35分
  - 2014年／GL オランダ戦 21分

3得点
- ミル・ジェディナク
  - 2014年／GL オランダ戦 54分
  - 2018年／GL フランス戦 62分
  - 2018年／GL デンマーク戦 38分

2得点
- ブレット・ホルマン
  - 2010年／GL ガーナ戦 11分
  - 2010年／GL セルビア戦 73分

1得点
- ジョン・アロイージ
  - 2006年／GL 日本戦 90分
- クレイグ・ムーア
  - 2006年／GL クロアチア戦 38分(PK)
- ハリー・キューウェル
  - 2006年／GL クロアチア戦 79分
- クレイグ・グッドウィン
  - 2022年／GL フランス戦 9分
- ミッチェル・デューク
  - 2022年／GL チュニジア戦 23分
- マシュー・レッキー
  - 2022年／GL デンマーク戦 60分

### ガーナ
6得点
- アサモア・ギャン
  - 2006年／GL チェコ戦 2分
  - 2010年／GL セルビア戦 85分
  - 2010年／GL オーストラリア戦 25分
  - 2010年／ラウンド16 アメリカ戦 93分
  - 2014年／GL ドイツ戦 63分
  - 2014年／GL ポルトガル戦 57分

3得点
- アンドレ・アイェウ
  - 2014年／GL アメリカ戦 82分
  - 2014年／GL ドイツ戦 54分
  - 2022年／GL ポルトガル戦 73分

2得点
- サリー・ムンタリ
  - 2006年／GL チェコ戦 82分
  - 2010年／準々決勝 ウルグアイ戦 45+2分
- モハメド・クドゥス
  - 2022年／GL 韓国戦 34分
  - 2022年／GL 韓国戦 68分

1得点
- ハミヌ・ドラマニ
  - 2006年／GL アメリカ戦 22分
- スティーヴン・アッピアー
  - 2006年／GL アメリカ戦 45+分(PK)
- ケヴィン＝プリンス・ボアテング
  - 2010年／ラウンド16 アメリカ戦 5分
- オスマン・ブカリ
  - 2022年／GL ポルトガル戦 89分
- モハメド・サリス
  - 2022年／GL 韓国戦 24分

### カタール
- モハメド・ムンタリ
  - 2022年／GLセネガル戦 78分

### カナダ
- アルフォンソ・デイヴィス
  - 2022年／GLクロアチア戦 2分

### 韓国
3得点
- 安貞桓
  - 2002年／GLアメリカ戦 78分
  - 2002年／ラウンド16イタリア戦 117分
  - 2006年／GLトーゴ戦 72分
- 朴智星
  - 2002年／GLポルトガル戦 70分
  - 2006年／GLフランス戦 81分
  - 2010年／GLギリシャ戦 52分
- 孫興慜
  - 2014年／GLアルジェリア戦 50分
  - 2018年／GLメキシコ戦 90+3分
  - 2018年／GLドイツ戦 90+6分

2得点
- 洪明甫
  - 1994年／GLスペイン戦 85分
  - 1994年／GLドイツ戦 63分
- 黄善洪
  - 1994年／GLドイツ戦 52分
  - 2002年／GLポーランド戦 26分
- 柳想鐵
  - 1998年／GLベルギー戦 71分
  - 2002年／GLポーランド戦 53分
- 李正秀
  - 2010年／GLギリシャ戦 7分
  - 2010年／GLナイジェリア戦 38分
- 李菁龍
  - 2010年／GLアルゼンチン戦 45+1分
  - 2010年／ラウンド16ウルグアイ戦 68分
- 金英權
  - 2018年／GLドイツ戦 90+3分
  - 2022年／GLポルトガル戦 27分
- 趙圭誠
  - 2022年／GLガーナ戦 58分
  - 2022年／GLガーナ戦 61分

1得点
- 朴昌善
  - 1986年／GLアルゼンチン戦 73分
- 金鍾夫
  - 1986年／GLブルガリア戦 70分
- 崔淳鎬
  - 1986年／GLイタリア戦 62分
- 許丁茂
  - 1986年／GLイタリア戦 83分
- 皇甫官
  - 1990年／GLスペイン戦 42分
- 徐正源
  - 1994年／GLスペイン戦 90分
- 河錫舟
  - 1998年／GLメキシコ戦 28分
- 薛琦鉉
  - 2002年／ラウンド16イタリア戦 88分
- 李乙容
  - 2002年／3位決定戦トルコ戦 9分
- 宋鐘國
  - 2002年／3位決定戦トルコ戦 90+3分
- 李天秀
  - 2006年／GLトーゴ戦 54分
- 朴主永
  - 2010年／GLナイジェリア戦 49分
- 李根鎬
  - 2014年／GLロシア戦 68分
- 具滋哲
  - 2014年／GLアルジェリア戦 72分
- 黄喜燦
  - 2022年／GLポルトガル戦 90+1分
- 白昇浩
  - 2022年／Round of 16ブラジル戦 27分

### ギリシャ
1得点
- ディミトリオス・サルピンギディス
  - 2010年／GL ナイジェリア戦 44分
- ヴァシリス・トロシディス
  - 2010年／GL ナイジェリア戦 71分
- アンドレアス・サマリス
  - 2014年／GL コートジボワール戦 42分
- ゲオルギオス・サマラス
  - 2014年／GL コートジボワール戦 90+3分（PK）
- ソクラティス・パパスタソプーロス
  - 2014年／Round of 16 コスタリカ戦 90+1分

### クウェート
1得点
- ファイサル・アル＝ダヒル
  - 1982年／チェコスロバキア戦 57分
- アブドゥラー・アル＝ブルーシ
  - 1982年／フランス戦 75分

### クロアチア
6得点
- ダヴォール・シューケル
  - 1998年／GLジャマイカ戦　69分
  - 1998年／GL日本戦　77分
  - 1998年／Round of 16ルーマニア戦　45＋2分　PK
  - 1998年／Quarter-finalドイツ戦　85分
  - 1998年／Semi-finalフランス戦　46分
  - 1998年／Third place matchオランダ戦　35分
- イヴァン・ペリシッチ
  - 2014年／GLカメルーン戦　48分
  - 2014年／GLメキシコ戦　87分
  - 2018年／GLアイスランド戦　90分
  - 2018年／Semi-finalイングランド戦　68分
  - 2018年／finalフランス戦   28分
  - 2022年／Round of 16日本戦  55分

5得点
- マリオ・マンジュキッチ
  - 2014年／GLカメルーン戦　61分
  - 2014年／GLカメルーン戦　73分
  - 2018年／Round of 16デンマーク戦　4分
  - 2018年／Semi-finalイングランド戦　109分
  - 2018年／finalフランス戦　69分

3得点
- アンドレイ・クラマリッチ
  - 2018年／Quarter-finalロシア戦　39分
  - 2022年／GLカナダ戦 36分
  - 2022年／GLカナダ戦 70分

2得点
- ロベルト・プロシネチキ
  - 1998年／GLジャマイカ戦　53分 1990年にユーゴスラビア代表でゴールしており、個人通算2得点目
  - 1998年／Third place matchオランダ戦　13分
- ルカ・モドリッチ
  - 2018年／GLナイジェリア戦　71分（PK）
  - 2018年／GLアルゼンチン戦　80分

1得点
- マリオ・スタニッチ
  - 1998年／GLジャマイカ戦　27分　同国のワールドカップ史上初ゴール
- ロベルト・ヤルニ
  - 1998年／Quarter-finalドイツ戦　45+3分
- ゴラン・ヴラオヴィッチ
  - 1998年／Quarter-finalドイツ戦　80分
- イヴィツァ・オリッチ
  - 2002年／GLイタリア戦　73分
- ミラン・ラパイッチ
  - 2002年／GLイタリア戦　76分
- ダリヨ・スルナ
  - 2006年／GLオーストラリア戦　2分
- ニコ・コヴァチ
  - 2006年／GLオーストラリア戦　57分
- イヴィツァ・オリッチ
  - 2014年／GLカメルーン戦　11分
- アンテ・レビッチ
  - 2018年／GLアルゼンチン戦　53分
- イヴァン・ラキティッチ
  - 2018年／GLアルゼンチン戦　90+1分
- ミラン・バデリ
  - 2018年／GLアイスランド戦　53分
- ドマゴイ・ヴィダ
  - 2018年／Quarter-finalロシア戦　101分
- マルコ・リヴァヤ
  - 2022年／GLカナダ戦 44分
- ロヴロ・マイェル
  - 2022年／GLカナダ戦 90+4分
- ブルーノ・ペトコヴィッチ
  - 2022年／Quarter-finalブラジル戦 117分
- ヨシュコ・グヴァルディオール
  - 2022年／Third place matchモロッコ戦 7分
- ミスラヴ・オルシッチ
  - 2022年／Third place matchモロッコ戦 42分

### コートジボワール
2得点
- アルナ・ディンダン
  - 2006年／GL セルビア・モンテネグロ戦 37分 (PK)
  - 2006年／GL セルビア・モンテネグロ戦 67分
- ディディエ・ドログバ
  - 2006年／GL アルゼンチン戦 82分
  - 2010年／GL ブラジル戦 79分
- ウィルフリード・ボニー
  - 2014年／GL 日本戦 64分
  - 2014年／GL ギリシャ戦 74分
- ジェルヴィーニョ
  - 2014年／GL 日本戦 66分
  - 2014年／GL コロンビア戦 73分

1得点
- バカリ・コネ
  - 2006年／GL オランダ戦 38分
- ボナベントゥル・カルー
  - 2006年／GL セルビア・モンテネグロ戦 86分 (PK)
- ヤヤ・トゥーレ
  - 2010年／GL 北朝鮮戦 14分
- ロマリッチ
  - 2010年／GL 北朝鮮戦 20分
- サロモン・カルー
  - 2010年／GL 北朝鮮戦 82分

### コスタリカ
- ケイセル・フレール
  - 2022年／GL日本戦 81分
- イエルティン・テヘダ
  - 2022年／GLドイツ戦 58分
- ファン・パブロ・バルガス
  - 2022年／GL ドイツ戦 70分

### コロンビア
- ハメス・ロドリゲス 6得点

### コンゴ民主共和国
コンゴ民主共和国は旧国名ザイールで1974 FIFAワールドカップに出場したが得点者はなし

### サウジアラビア
3得点
- サーミー・アル＝ジャービル
- サーレム・アッ＝ドーサリー
  - 2022年／GLアルゼンチン戦 53分
  - 2022年／GLメキシコ戦 90+5分

2得点
- ファド・アミン

1得点
- ヤセル・アル＝カフタニ
- サイード・オワイラン
- ファハド・アル・ゲシェヤン
- ユーサフ・アル・トゥナヤン
- サルマーン・アル＝ファラジュ
- サレー・アル・シェハリ
  - 2022年／GLアルゼンチン戦 48分

### ジャマイカ
2得点
- セオドア・ウィットモア
  - 1998年／GL 日本戦 39分
  - 1998年／GL 日本戦 54分

1得点
- ロベート・アール
  - 1998年／GL クロアチア戦 45分

### スウェーデン
- トレ・ケレル

- アルネ・ニーベリ

- グスタフ・ヴェッターストレーム

- ハリー・アンデション

- スヴェン・ヨナション

### スロバキア
4得点
- ローベルト・ヴィッテク
  - 2010年／GL ニュージーランド戦 50分
  - 2010年／GL イタリア戦 25分
  - 2010年／GL イタリア戦 73分
  - 2010年／ラウンド16 オランダ戦 90+4分(PK)

1得点
- カミル・コプーネク
  - 2010年／GL イタリア戦 89分

### スロベニア
1得点
- セバスティアン・ツィミロティッチ
  - 2002年／GL スペイン戦 82分
- ミレンコ・アチモヴィッチ
  - 2002年／GL パラグアイ戦 45分
- ロベルト・コレン
  - 2010年／GL アルジェリア戦 79分
- ヴァルテル・ビルサ
  - 2010年／GL アメリカ合衆国戦 13分
- ズラタン・リュビヤンキッチ
  - 2010年／GL アメリカ合衆国戦 42分

### セネガル
1得点
- ブライユ・ディア 1得点
  - 2022年／GLカタール戦 41分
- ファマラ・ディエディウ 1得点
  - 2022年／GLカタール戦 48分
- バンバ・ディエン 1得点
  - 2022年／GLカタール戦 84分
- イスマイラ・サール 1得点
  - 2022年／GLエクアドル戦 44分 (PK)
- カリドゥ・クリバリ
  - 2022年／GLエクアドル戦 70分

### 中国
中国は2002 FIFAワールドカップに出場したが得点者はなし

### チェコ
2得点
- トマーシュ・ロシツキー
  - 2006年／GL アメリカ合衆国戦 36分
  - 2006年／GL アメリカ合衆国戦 76分

1得点
- ヤン・コレル
  - 2006年／GL アメリカ合衆国戦 5分

### 旧チェコスロバキア
※現在は「チェコ」と「スロバキア」

### 朝鮮民主主義人民共和国（北朝鮮）
2得点
- 朴承振
  - 1966年／GL チリ戦 88分
  - 1966年／準々決勝 ポルトガル戦 1分

1得点
- 朴斗翼
  - 1966年／GL イタリア戦 42分
- 李東雲
  - 1966年／準々決勝 ポルトガル戦 22分
- 楊成国
  - 1966年／準々決勝 ポルトガル戦 25分
- 志尹南
  - 2010年／GL ブラジル戦 89分

### トーゴ
1得点
- モハメド・カデル
  - 2006年／GL 韓国戦 31分

### トリニダード・トバゴ
オウンゴール
- ブレント・サンチョ
  - 2006年／GL パラグアイ戦 25分

### 日本
4得点
- 本田圭佑
  - 2010年／GL カメルーン戦 39分
  - 2010年／GL デンマーク戦 17分
  - 2014年／GL コートジボワール戦 16分
  - 2018年／GL セネガル戦 78分

2得点
- 稲本潤一
  - 2002年／GL ベルギー戦 67分
  - 2002年／GL ロシア戦 51分
- 岡崎慎司
  - 2010年／GL デンマーク戦 87分
  - 2014年／GL コロンビア戦 45+1分
- 乾貴士
  - 2018年／GL セネガル戦 34分
  - 2018年／ラウンド16 ベルギー戦 52分
- 堂安律
  - 2022年／GL ドイツ戦 75分
  - 2022年／GL スペイン戦 48分

1得点
- 中山雅史
  - 1998年／GL ジャマイカ戦 74分
- 鈴木隆行
  - 2002年／GL ベルギー戦 59分
- 森島寛晃
  - 2002年／GL チュニジア戦 48分
- 中田英寿
  - 2002年／GL チュニジア戦 75分
- 中村俊輔
  - 2006年／GL オーストラリア戦 26分
- 玉田圭司
  - 2006年／GL ブラジル戦 34分
- 遠藤保仁
  - 2010年／GL デンマーク戦 30分
- 香川真司
  - 2018年／GL コロンビア戦 6分
- 大迫勇也
  - 2018年／GL コロンビア戦 73分
- 原口元気
  - 2018年／ラウンド16 ベルギー戦 48分
- 浅野拓磨
  - 2022年／GL ドイツ戦 83分
- 田中碧
  - 2022年／GL スペイン戦 51分
- 前田大然
  - 2022年／ラウンド16 クロアチア戦 43分

### ニュージーランド
1得点
- スティーブ・サムナー
  - 1982年／GL スコットランド戦 54分
- スティーブ・ウッディン
  - 1982年／GL スコットランド戦 64分
- ウィンストン・リード
  - 2010年／GL スロバキア戦 90+3分
- シェーン・スメルツ
  - 2010年／GL イタリア戦 7分

### ノルウェー
2得点
- ヒェティル・レクダル
  - 1994年／GL メキシコ戦 84分
  - 1998年／GL ブラジル戦 88分

1得点
- アルネ・ブルスター
  - 1938年／1回戦 イタリア戦 83分
- ダン・エッゲン
  - 1998年／GL モロッコ戦 60分
- ハバート・フロー
  - 1998年／GL スコットランド戦 46分
- トーレ・アンドレ・フロー
  - 1998年／GL ブラジル戦 83分

### ハイチ
2得点
- エマニュエル・サノン
  - 1974年／GL イタリア戦 46分
  - 1974年／GL アルゼンチン戦 63分

### パナマ
1得点
- フェリペ・バロイ
  - 2018年／GL イングランド戦 78分

### 東ドイツ
2得点
- ヨアヒム・シュトライヒ
  - 1974年／GL1 オーストラリア戦 72分
  - 1974年／GL2 アルゼンチン戦 14分

1得点
- マルティン・ホフマン
  - 1974年／GL1 チリ戦 55分
- ユルゲン・シュパールヴァッサー
  - 1974年／GL1 西ドイツ戦 77分

### ブラジル
15得点
- ロナウド

12得点
- ペレ

9得点
- ジャイルジーニョ
- ババ

8得点
- アデミール
- レオニダス
- リバウド

7得点
- カレッカ

6得点
- ベベット
- ロベルト・リベリーノ

5得点
- ガリンシャ
- ロマーリオ
- ジーコ

4得点
- チコ
- ソクラテス
- ネイマール

3得点
- アマリウド
- バウタザール
- ジジ
- ジルセウ・ロペス
- パウロ・ロベルト・ファルカン
- ジョゼ・ペラーシオ
- プレギーニョ
- ロベルト・ディナミッチ
- ロメウ
- セザール・サンパイオ
- トスタン

2得点
- プレギーニョ
- ロメウ

1得点
- モデラート・ヴィジンタイナー

### フランス
13得点
- ジュスト・フォンテーヌ

6得点
- ティエリ・アンリ

5得点
- ミシェル・プラティニ
- ジネディーヌ・ジダン

4得点
- レイモン・コパ
- ドミニク・ロシュトー

### ペルー
10得点
- テオフィロ・クビジャス

### ボリビア
1得点
- エルウィン・サンチェス
  - 1994年／GL スペイン戦 67分

### ホンジュラス
1得点
- エクトール・セラヤ
  - 1982年／GL スペイン戦 8分
- アントニオ・レイン
  - 1982年／GL 北アイルランド戦 60分
- カルロ・コストリー
  - 2014年／GL エクアドル戦 31分